# ZARD BLEND〜SUN & STONE〜
『ZARD BLEND〜SUN & STONE〜』（ザード・ブレンド・サン・アンド・ストーン）は、ZARDが1997年4月23日にB-Gram RECORDSから発売された1枚目のコンピレーションアルバムである。

## 概要
- ZARD初のセレクション・アルバムとして発売された作品。発売当時のTVスポットでは「サマー・ベストアルバム」というキャッチコピーが付けられていたため、一般的には初のベストアルバムという認識があるが、初の公式ベストアルバムは『ZARD BEST The Single Collection 〜軌跡〜』であり、あくまで今作は、「夏をテーマに選曲されたセレクション・アルバム」という位置づけのアルバムとなっている。
- ビーイングの長戸大幸が、1997年4月26日に同じビーイング所属のB'zがかつて所属していたBMG JAPANから、アーティストなどの許可を得ずに発売が決定していた『Flash Back -B'z Early Special Titles-』への抗議のため、急遽同週での発売を決めた作品である。
- 当初は「Don't you see!」「君に逢いたくなったら…」収録のオリジナルアルバムが予定されていたが、急遽変更となった経緯がある。そのためこの2作のシングルは後のオリジナルアルバムへは未収録となった。
- 収録曲中の数曲がマイケル・ブラウワーなどによってリミックスされた。マイケル・ブラウワーへのミックス依頼は、坂井泉水の希望によるものである[1]。デビュー曲「Good-bye My Loneliness」のヴォーカルは新たに録音された音源である。

## 収録曲
| 全作詞: 坂井泉水。 |                                 |           |                  |                    |      |
| #                  | タイトル                        | 作詞      | 作曲             | 編曲               | 時間 |
| 1.                 | 「君に逢いたくなったら…」       | 坂井泉水  | 織田哲郎         | 葉山たけし         | 3:46 |
| 2.                 | 「揺れる想い」                  | 坂井泉水  | 織田哲郎         | 明石昌夫           | 4:25 |
| 3.                 | 「君がいない」                  | 坂井泉水  | 栗林誠一郎       | 明石昌夫           | 3:56 |
| 4.                 | 「心を開いて」                  | 坂井泉水  | 織田哲郎         | 池田大介           | 4:05 |
| 5.                 | 「Good-bye My Loneliness」      | 坂井泉水  | 織田哲郎         | 明石昌夫           | 4:38 |
| 6.                 | 「IN MY ARMS TONIGHT」          | 坂井泉水  | 春畑道哉（TUBE） | 明石昌夫           | 4:19 |
| 7.                 | 「あの微笑みを忘れないで」      | 坂井泉水  | 川島だりあ       | 明石昌夫           | 4:23 |
| 8.                 | 「Oh my love」                  | 坂井泉水  | 織田哲郎         | 明石昌夫           | 4:31 |
| 9.                 | 「来年の夏も」                  | 坂井泉水  | 栗林誠一郎       | 明石昌夫           | 4:31 |
| 10.                | 「ハイヒール脱ぎ捨てて」        | 坂井泉水  | 栗林誠一郎       | 明石昌夫           | 5:18 |
| 11.                | 「Don't you see!」              | 坂井泉水  | 栗林誠一郎       | 葉山たけし         | 4:58 |
| 12.                | 「眠れない夜を抱いて」          | 坂井泉水  | 織田哲郎         | 明石昌夫・池田大介 | 4:25 |
| 13.                | 「こんなに愛しても〜Hold Me〜」 | 坂井泉水  | 栗林誠一郎       | 明石昌夫           | 4:52 |
| 合計時間:          | 合計時間:                       | 合計時間: | 合計時間:        | 58:07              |      |

## 楽曲解説
1. 君に逢いたくなったら…
20thシングル。オリジナルアルバム未収録。シングルミックスを担当した相原雅之から野村昌之のミックスに変更されて収録[1]。追加生産されたシングルや後に発売されたベストアルバム『ZARD BEST 〜Request Memorial〜』、『ZARD Request Best 〜beautiful memory〜』、『ZARD Forever Best 〜25th Anniversary〜』でもこちらのミックスで収録されている。
2. 揺れる想い
8thシングル。
3. 君がいない
7thシングル。シングルバージョンはアルバム初収録。
4. 心を開いて
18thシングル。
5. Good-bye My Loneliness
坂井本人が忘れられない曲と語るデビューシングル。ボーカルをリテイクしており、マイケル・ブラウワーのミックスで収録[1]。
6. IN MY ARMS TONIGHT
5thシングル。マイケル・ブラウワーにより、全体的に乾いた印象の音にリミックスされている。
7. あの微笑みを忘れないで
3rdアルバム『HOLD ME』収録曲。このアルバムの宣伝のためにビデオクリップが制作され、ジャケットにも登場する、湖の畔に建てられた家の周辺を坂井泉水が歩いたりする様子を収録した映像である。
8. Oh my love
5thアルバム『OH MY LOVE』収録曲。
9. 来年の夏も
5thアルバム『OH MY LOVE』収録曲。今回の収録では、マイケル・ブラウワーのリミックスにより[1]、リバーブが減らされるなど、大幅なミックス変更が行われ、坂井自身のボーカル・バックコーラス・各楽器の音がハッキリと聞こえる仕上がりになっている。
10. ハイヒール脱ぎ捨てて
6thアルバム『forever you』収録曲。今回の収録では、イントロのサックスのボリュームや音色などの楽器のバランスが変わっており、ドラムの高音域もアルバムミックスより抑えたミックスとなっている。
11. Don't you see!
19thシングル。「君に逢いたくなったら…」同様、オリジナルアルバム未収録かつ初期に生産されたシングルとはミックスがかなり異なる。追加生産されたシングルや後に発売されたベストアルバム『ZARD BEST 〜Request Memorial〜』、『Golden Best 〜15th Anniversary〜』、『ZARD Forever Best 〜25th Anniversary〜』でもこちらのミックスで収録されている。
12. 眠れない夜を抱いて
4thシングル。
13. こんなに愛しても〜Hold Me〜
3rdシングル「もう探さない」のカップリング曲。音源は3rdアルバム『HOLD ME』収録のアレンジを元に、マイケル・ブラウワーによるリミックスが施された[1]。サブタイトルを「〜Hold Me〜」とし改題している。

## 参加ミュージシャン
ZARD
- 坂井泉水：Vocal

Additional Musician
- 大黒摩季：Chorus
- 川島だりあ：Chorus
- 生沢佑一：Chorus
- 栗林誠一郎：Chorus
- 牧穂エミ：Chorus
- 大田紳一郎：Chorus
- 村上恭太郎：Chorus

## メディア出演
本作リリースに合わせ大阪のラジオ局FM802で放送されている『SUPER J-HITS RADIO』で2週に亘りZARD特集が組まれ、坂井泉水本人のコメントが放送された。